# Bildungsmanagement
Unter Bildungsmanagement werden (Leitungs-)Aktivitäten in Bildungseinrichtungen (Kindergarten, Schule, Jugend- und Erwachsenenbildung, betriebliche Weiterbildung usw.) verstanden, mit deren Hilfe Lehr- und Lernprozesse initiiert, geplant, durchgeführt und ausgewertet werden. Es ist grundsätzlich auf eine Balance zwischen dem geistes- und sozialwissenschaftlichen Konzept der Bildung und den betriebswirtschaftlichen Prozessen ihrer Planung, Steuerung und Bewertung ausgerichtet.

## Lernprozessebenen
Bildungsmanagement bezieht sich auf folgende drei Lernprozessebenen:
- organisational in Bezug auf die Lernende Organisation
- professionsbezogen auf die Rolle des Bildungsmanagers/der Bildungsmanagerin
- produktbezogen im Kontext individueller und gesellschaftlicher Legitimierung.

Indem Bildungsmanagementprozesse und -instrumente in einer Organisation etabliert werden, wird diese Organisation zu einem „lernenden System“ bzw. einer „lernenden Organisation“. Dabei soll durch die Anpassung der internen Strukturen, Abläufe, Zeiten und Räume die Informationsweitergabe und die Steuerung von Wissenstransfers optimiert werden. Diese Optimierung soll durch das Bildungsmanagement eine neue Qualität erreichen.
Professionsbezogen müssen Bildungsmanagerinnen und -manager sich bewusst werden, dass Ansprüche von Bildung und Managementhandeln teilweise in Konkurrenz stehen. Sie müssen dies in ihre Entscheidungen miteinbeziehen sowie etwaige Konflikte aushalten, um handlungsfähig zu werden.
Bildungsmanagement konzipiert das Bildungsprodukt auf Grundlage sorgfältig ausgewählter Kriterien. Ob das Produkt letztendlich als „gut“, also attraktiv für potentielle Adressaten oder Organisationen bewertet wird, hängt unter anderem von aktuellen Qualitätsstandards, Kosten-Nutzen-Erwägungen oder den rechtlichen und ethischen Rahmenbedingungen ab.

## Aufgabenfelder
Bildungseinrichtungen bedienen sich verschiedener Managementtheorien und -methoden, wie sie in anderen Organisationsformen zur Anwendung kommen. Die unter Bildungsmanagement gefassten Aufgaben lassen sich in zwei Komplexe unterteilen, die in der Praxis fließend ineinander übergehen können: den Bereich Bildungsprozessmanagement und den Bereich BildungsbetriebsManagement.

### Bildungsprozessmanagement
Das Bildungsprozessmanagement strukturiert den Kernprozess einer jedweden Bildungseinrichtung, die Initiierung, Gestaltung und Steuerung von Lehr- und Lernprozessen innerhalb eines organisationalen Rahmens. Die zentralen Bestandteile des Bildungsprozessmanagement sind die Bildungsbedarfsanalyse, die Produkt- bzw. Programmplanung, die Veranstaltung, Prüfung, Transfersicherung sowie die abschließende Evaluation und Produkt-/Programmrevision:
- Bei der Bildungsbedarfsanalyse können sowohl ein externer Markt (z. B. Arbeitslose, Jugendliche ohne Schulabschluss) als auch unternehmensinterne Gegebenheiten (z. B. Anpassung an neue Technologien etc.) im Fokus stehen. Dabei können sehr spezifische Bedürfnisse genauso analysiert werden wie ganzheitlich-umfassende Kompetenzprofile.
- Die Produkt- und Programmplanung berücksichtigt das komplexe Zusammenspiel individueller, sozialer und organisationaler Bedingungen. Das Spektrum der zu konzipierenden Produkte kann von einer VHS-Veranstaltungsreihe zum Thema Elternbildung über vollzeitliche sprachbezogene Integrationsmaßnahmen bis hin zur Entwicklung von Hochschulstudiengängen auf Promotionsniveau reichen.
- Die Veranstaltung umfasst alle Aktivitäten zur Durchführung des Programms, zum Beispiel die Beauftragung von Lehrpersonal oder die Auswahl von adäquaten Lehrmitteln sowie die Verantwortung für den planmäßigen Ablauf.
- Im Schritt Prüfung wird die erbrachte Leistung, das reproduzierte oder angewendete Wissen eines Lernenden möglichst objektiv und valide bewertet. Eine Prüfung soll eine Bestandsaufnahme dessen darstellen, was der Lernende tatsächlich gelernt bzw. verstanden hat oder was er umsetzen kann. Es soll eine prognostische Aussage über die neu erworbenen Kenntnisse und Kompetenzen des Lernenden machen können.
- Transfersicherung bezieht sich auf alle Aktivitäten, die dazu beitragen können, die langfristige Beibehaltung, die Umsetzung und Anwendung des Gelernten zu unterstützen. Im Mittelpunkt der Überlegungen steht die Wirksamkeit von Bildungsmaßnahmen. Im Fokus steht, wie man den gesamten Lehr-Lern-Prozess optimieren kann, so dass die Lernenden das Gelernte im Arbeits- oder Lebensalltag umsetzen können.
- Bei der Evaluation und Produkt-/Programmrevision reicht die Bandbreite von der empirischen Prüfung einzelner Veranstaltungen über regelmäßige Weiterbildungsangebote bis hin zu internationalen Schulleistungsvergleichen und Hochschulrankings. Die Evaluationsmethoden (z. B. Hospitationen, Test, Selbsteinschätzungen) sowie der Grad ihrer Reichweite sind sehr unterschiedlich. Wichtig ist, dass die Qualitätssicherung und Weiterentwicklung des Produktes im Mittelpunkt stehen.

### Bildungsbetriebsmanagement
Das Bildungsbetriebsmanagement umfasst die Steuerung und Gestaltung der organisatorischen, personalen und finanziellen Rahmenbedingungen einer Bildungseinrichtung. Zentrale Bestandteile sind: Organisationsentwicklung, Personalmanagement, Bildungsfinanzierung, Bildungsmarketing und -controlling:
- Bei der Organisationsentwicklung stehen strukturelle Veränderungen an der Bildungseinrichtung im Mittelpunkt. Ob solche Veränderungen nötig sind, wird entweder durch einen externen Anbieter oder durch interne Organisationen analysiert und entschieden.
- Das Personalmanagement umfasst vor allem die Bereiche der Berufseignungsdiagnose, Kompetenzfeststellung und -förderung sowie die motivationale Unterstützung. Diese Maßnahmen nehmen einerseits auf das Individuum und dessen Persönlichkeit Rücksicht, andererseits auf organisatorische Anforderungen und Veränderungen.
- Die Finanzierung ist immer ein zentraler Aspekt in der Planung und Durchführung eines Bildungsprojekts – unabhängig davon in welchem Gebiet die Bildungsorganisation angesiedelt ist (z. B. im öffentlichen oder im Non-Profit-Bereich). Bildungsmanager und -managerinnen schaffen sich eine fundierte Kenntnis der Finanzierungslandschaft, der Finanzierungsquellen und ihrer Nutzung.
- Im Bereich des Bildungsmarketings geht es einerseits um Öffentlichkeitsarbeit für aktuelle und potentielle Abnehmer sowie andererseits um eine strategische und operative Ausrichtung auf die Bedürfnisse der Zielgruppe.
- Ziel des Bildungscontrollings ist der Nachweis und die Bewertung der Erträge von Bildungsinvestitionen nach bestimmten Kriterien, um die Planung, Durchführung und Kontrollen von Bildungsmaßnahmen zu verbessern.

## Schulmanagement
Für die besonderen Aufgaben der Leitung von (öffentlichen) Schulen hat sich der Begriff Schulmanagement herausgebildet.

## Bildung als Ware (Kritik)
Im Zuge eines sich verbreitenden „Optimierungszwangs“ wird die Verknüpfung der Bereiche Bildung und Management auch kritisch gesehen. So schreibt Hensel: „Alles und jedes muss überall und immer profitabel verwertet werden können […] So verkümmert die Gesellschaft zum Markt, der Lebenslauf des Einzelnen zum Wirtschaftsprozess […] Dieser Kapitalismusprozess [trachtet danach], das gesamte gesellschaftliche Leben, alle Subsysteme, alle sozialen, kulturellen und politischen Prozesse nach Verwertungsgesichtspunkten zu formieren.“
Im Zuge dieser Kritik hat das Bildungsmanagement die Aufgabe sich gleichermaßen auf individuelle Interessen, gesellschaftliche Bedürfnisse sowie auf wirtschaftliche Aspekte zu konzentrieren. Bildungsmanagerinnen und -manager müssen sich den teilweise widersprüchlichen Ansprüchen, die an sie gestellt werden, bewusst sein und sie in ihre Entscheidungen rational miteinbeziehen. Die Optimierung von Bildungsprozessen und -organisationen kann nicht nur dazu beitragen, unnötige Kosten zu vermeiden, sondern die Qualität von Bildung im Allgemeinen zu erhöhen.
Die äußeren Rahmenbedingungen aber auch die innere Ausdifferenzierung und die fachdisziplinäre Verortung des Bildungsmanagements befinden sich noch im Fluss. Da die Bedeutung von Bildung, Wissen und Wissensgenerierung im privaten und gesellschaftlichen Bereich jedoch beständig zunimmt, wird auch Bildungsmanagement in Zukunft immer wichtiger werden.